# リーゼロッテ・アッヒェンバッハ
リーゼロッテ・アッヒェンバッハ (Lieselotte Achenbach) は、悠紀エンタープライズ開発の2D対戦型格闘ゲーム『アルカナハート』シリーズに登場する架空の人物。
担当声優は本多陽子。

## キャラクター設定

### 『1』『FULL!』
過去の辛い経験から心を閉ざした少女、リーゼロッテ。以来、闇の世界で暗殺を生業をとし、「緋目の人形遣い」の異名で名を馳せている。ある日、リーゼロッテの下にミルドレッドから「愛乃はぁとの捕獲」の依頼が舞い込む。その依頼を果たすために来日し、行動を開始する。
戦闘ステージは、横浜・外国人墓地。アルカナフォース時は、空が赤みの帯びた色に変わり、中央に冥界の門が開き、死神のような聖霊が飛び交うものに変わる。

### 『2』
前回にてはぁとに危ないところを助けられたことにより、人を信じることを少しだけ覚えた。日本聖霊庁から「関東各地に出現した次元の歪みの解決」を依頼され、「日本聖霊庁管轄内における全ての罪状の破棄」という司法取引を条件に来日する。

### 『3』
前回の東京大事変を解決後、日本聖霊庁管轄内における全ての罪状破棄により日本での滞在が可能になったため、ほとんどの期間を日本でゆっくり過ごせるようになった。まもなくして聖霊石の原石を5つすべて集めると願いが叶うという噂を聞き付けたリーゼロッテは、その願いで行方不明になっている姉を見つけることを決める。次元の歪みから稀に出現するため、日本聖霊庁からの「次元の歪みへの対処」の依頼もついでに受ける。

## 人物
見た目は、ゴスロリ風の格好をした幼い少女。銀髪のショートヘアに赤い瞳をしており、常に無表情で虚ろな目をしている。尚、リーゼロッテ本人は戸籍の上では死亡したことになっているため、現在彼女の使用しているパスポート等は偽造されたものである。
幼い頃に家族と死別をしており、その際に感情を失ってしまった。唯一の肉親である姉エルフリーデ(Elfriede)は行方不明になっているが、リーゼロッテが姉と人格を共有していて、感情があり言葉を交わす事が出来る。姉は人形を操る力が有るために、その力を借りて闇の世界を生きてきた。姉の体の代わりとなっている人形の足が無いので、それを見つける事がリーゼロッテの目標であり、最終的には体を見つけるつもりらしい。その為、性格は無慈悲で冷淡かつ多少残酷なもので、戦闘後に倒した相手を罵る言葉を吐き捨てるように言い放つ。一見無感情ともとれる性格だが、自分を舐めるような態度をする相手には、怒りを露にし牙をむく。その為、ゲーム中のストーリーでも、自分を囮として利用していた依頼主であるミルドレッドとも戦う事になる。
『2』のエンディングでは、事件解決後にはぁとに「喫茶あいの」に招待され、無表情であるがはぁとが作ったパフェを喜んで食べている。

## キャラクターの特徴
リーゼロッテと人形の姉・エルフリーデと同時攻撃を主軸とするテクニカルキャラクター。2つの攻撃拠点から相手を揺さぶることができ、画面端での本体のジャンプC⇒人形のC攻撃でのループなど火力を稼ぐ手段もあるため、一度崩せば相手の反撃を許さずに倒しきることもできる。ところが、プレイヤーの技量に大きく強さが左右されるため、人形の挙動を制御するテクニックの習熟を要することなどから、中～上級者向けキャラクターであることは間違いない。
その特殊性から稼動当初は弱キャラ扱いされていたが、プレイヤー間による操作テクニック研究の結果、最終的なダイアグラムにおいて神依と同等、あるいはそれ以上の強さのキャラクターとして広く認識されている。

## 技の解説

### 必殺技
緋の瞳のレーツェル
コマンド投げであり、投げられた相手はレバー入力が逆になる（右に入れると左になるなど）。CPUに使っても意味のない技でもある。
別たれたゼーレ
人形（エルフリーデ）をトランクから発射する。エルフリーデに命令し相手を攻撃させることが出来るようになる。
バーレは軽やかに
人形を戻す。人形が仮にダメージを受けて死んだ場合、人形の上でこれをやると鞄に戻せるが、隙が大きい。場合によってはマーキングよりも優先される。
※以下はマーキング技で人形に命令をして攻撃する。
抗えぬボイゲン
マーキングの位置まで人形が移動した後で人形が相手を引っ掻く技。
狂おしきベレン
マーキングの位置まで人形が突進攻撃をするが、落下時は人形が無防備になってしまう。
ヴェヒタァの微笑み
マーキング場所まで人形が瞬間移動する。この際、ボタンによっては攻撃が出来るが
ヴェルトは残酷で
マーキング位置で人形が突進したり引っ掻いたりする技。
無垢なるラーデン
人形が飛び上がって移動する技。
アンファルの時は今
『2』から登場。マーキング位置まで人形が移動し、多段ヒットする突進を繰り出す。Aだと正面、Bだと正面斜め上または下、Cだと真上または真下に飛ぶ。

### 超必殺技
ベトルークの朱い涙
人形が引っ掻きまくる技。最後に吹き飛ばす。人形が出ているときは人形を戻してから攻撃する。
死に誘うゲベル
人形が収納されているときのみに使える技で人形が相手に絡みつく。その間にアルカナブレイズなどを発動させると効果的。
ゲシクに背く血の楔
『2』から登場。人形の体力を全回復させる。

### クリティカルハート
紅きメツェルンに染まる闇
人形が収納されており、かつマーキングが一つ以上ある時のみ使用可能。発動するとマーキング全てに攻撃判定が現われ、ヒットすると人形が相手をズタズタに引き裂く。ちなみに、その間リーゼロッテはゆっくりと紅茶を飲んでいる。空中ガード不可。

## 契約アルカナ
“謎という純粋な形” 闇のアルカナ ギーァ (Gier)
黒いスライムのような姿をした聖霊。闇の中に溜まった嫉妬や憎しみ等の負の感情が、形を成し聖霊化した存在。負の感情を糧にしている為、家族を失ったリーゼロッテに目を付けて契約を結び、糧を得るために力を貸している。

### 属性効果
エツェン
溜め成立攻撃がヒットすると、相手を一時的に小さなギーァのようなものにしてしまう。ただし、打ち上げやふっ飛ばし効果は無くなる。

### アルカナ必殺技
ズィヒェル
ギーァが影の位置から前に飛び出し相手に噛み付く。「フルーフ」中はヒットすると相手がきりもみするため、追撃しやすくなる。
シェーレ
ギーァが影の位置から真上に飛び出し、噛み付き攻撃をする。「フルーフ」中はヒット数と威力が増加。
ファレン
ギーァが沼のようになり、真上に立った相手を捕まえ、相手を動けなくする。動けないだけで相手はジャンプや攻撃や防御は出来る。「フルーフ」中は拘束時間が長くなる。

### アルカナ超必殺技
マルテリン
ギーァが3回連続で相手の前に飛び出す。ボタンを押し続けることで待機が出来る。

### アルカナブラスト
フェァデルプ
通常は操作キャラクターの足元にいるギーァが、相手のほうへ移動する。

### アルカナフォース
フルーフ
ズィヒェル、シェーレ、ファレンの性能が向上する。

### アルカナブレイズ
シュヴーァ
コマンド系の投げ技の部類に入るが、成功するとゲージが無くなるまでの間、相手を小さなギーァのようなものにしてしまう。姿はキャラクターによって異なる。コレにより、相手は攻撃やガードが出来ずに使用者側が一方的に攻撃が出来る。持続時間は、発動時のパワーゲージ量に依存する。

## その他
- リーゼロッテが家族を失った原因は、本人も覚えていないため詳細は不明。覚えている事は、母の作ってくれたクッキーの味で、それが好きなものになっている。
- アルカディアで実施された稼動前人気投票では、2位に入る。

### 特記事項
ゼニア・ヴァロフとは瞳の色や髪の色といった身体的特徴や稀有な血液型、クッキーなどの共通点がかなり多い。このため、リーゼロッテはゼニアの正体が姉エルフリーデではないかと、突き止めようとしたことがあった（エンターブレイン発行のムック『アルカナハート2 ライトパート ハートマチック コンプレーション』のショートストーリーより）。
『2』のストーリーにて、クラリーチェは「緋目の使いすぎは危険」と忠告してリーゼロッテは如何なる力かを聞くが、「知らない方が良い」と言う事でクラリーチェは何も語らなかった。神依は「大戦中の欧州で似た眼を見かけたが、無関係と信じたい」と言及している。またフィオナは「その緋瞳は聖霊化の予兆ではないでしょうか…？」と言うが、倒した後、詳細を聞く前に気絶してしまう。
『3』では真実を知っているペトラ、エルザ、神依がひたむきに事件への関与をとめており、クラリーチェは「あなたの存在について全てを知ることになるがその覚悟はありますか？」と警告までしている。そして、『3』のリーゼロッテ及びゼニアのエンディングでは、リーゼロッテがドレクスラー機関によって人工的に聖女の力を与えられた戦乙女であることが判明している。強い聖霊力を付与された結果、精神や肉体に異常をきたす場合が多く、緋目化、白髪化、記憶障害が発生する。また、被検体の生存率は極めて低く、ペトラは生存者がリーゼロッテとゼニアの2人しかおらず、ゼニアがエルフリーデ・アッヒェンバッハと同一人物であることを突き止めている。因みに、戦乙女は第2世代にあたり、ヴァイスやシャルラッハロートを始めとする戦処女は第3世代である。
神依にこの真実を聞かされたリーゼロッテはゼニアが姉の「エルフリーデ」であると確信し、ゼニアも妹「リーゼロッテ」の存在を思い出しかけている様子が見える。